# Hugo Preuß
Pour les articles homonymes, voir Preuß.
Hugo Preuß est un juriste et homme politique allemand, né le 28 octobre 1860 à Berlin où il est mort le 9 octobre 1925.
Membre du Parti démocrate allemand (le DDP), il est ministre de l'Intérieur en 1919.

## Biographie
Il est le fils unique de Levin Preuß (1820 ou 1821-1862), un juif propriétaire d'une affaire de lithographies, et de sa femme Minna (née Israel, 1826–1899).
Membre du Parti démocrate allemand (DDP), il est secrétaire d'État à l’office du Reich à l'Intérieur du 15 novembre 1918 au 13 février 1919, ministre du Reich à l'Intérieur dans le cabinet Scheidemann du 13 février au 20 juin 1919, et ensuite représentant par intérim du gouvernement du Reich lors des travaux constituants jusqu'au 31 juillet.
Il est généralement considéré comme le « père » de la Constitution de Weimar, bien que la version finalement adoptée soit considérablement plus fédéraliste que le premier projet présenté par Preuß au nom du cabinet. Il a notamment contribué, à l’inspiration du constitutionnaliste Robert Redslob et sur le conseil du sociologue Max Weber, à instaurer un régime semi-présidentiel. Preuß propose également une réforme territoriale du Reich, qui n'aboutira pas. 
Il est aussi professeur de droit à l'université Humboldt de Berlin.